# Zhang Jiqing
Zhang Jiqing (chino: 张继青; pinyin: Zhāng Jìqīng; Wuzhen, Zhejiang; enero de 1938-Nankín, Jiangsu; 6 de enero de 2022) fue una artista de ópera china, del género Kunqu. 

## Vida y carrera

### Primeros años
Tras el estallido de la segunda guerra sino-japonesa, su abuela, junto con su madre y su tía, se marcharon a Wuqing (乌青镇) en busca de refugio cuando su madre dio a luz a Zhang en 1938 en Wuqing, ciudad natal de muchos intelectuales, como Sun Muxin (孙木心). Qing pasó a formar parte de su alias "Yi qing" (忆青), llamado así por la ciudad de Wuqing.
Su abuelo era un artista de "Sue Beach" (苏滩, Suzhou Tanhuang (forma artística hermana de la ópera Kun)). Su familia solía formar un "Zhang Jia Ban" (张家班, grupo de personas cuyos apellidos son todos Zhang o el apellido del fundador del grupo es Zhang), ganándose la vida actuando en el muelle. Zhang se impregnó de lo que había visto y oído cuando era joven, mientras que su aprendizaje serio de la ópera no comenzó hasta los 14 años.
Zhang fue la primera en interpretar el papel de cuatro óperas en la nueva ópera "Espada de pato mandarín" (鸳鸯剑). Uno de los miembros de la "Generación Chuan" de Shanghái (传字辈)-Zheng Chuanjian (郑传鉴) fue invitado a ensayar El pastor de vacas y la doncella tejedora (牛郎织女) y fue la primera vez que Zhang recibió la influencia de los predecesores de Kunqu.

### Carrera en la ópera
En 1952 fue a cuidar de su tía, que estaba en la compañía Minfeng de Shanghái de la ópera de Suzhou. Inesperadamente, al buscar refugio con su tía a causa de la pobreza comenzó inadvertidamente su vida como artista.Entró en la compañía Minfeng de la ópera de Suzhou cuando tenía 14 años. Estudió la ópera de Suzhou e interpretó un papel de Dan (ópera china) en los primeros años de su vida profesional. Más tarde, la compañía Minfeng de la ópera de Suzhou se estableció en Suzhou en octubre de 1953. En marzo de 1954, You Caiyun, un famoso experto en Kunqu de los últimos años de la dinastía Qing, fue invitado a la compañía Minfeng de la ópera de Suzhou para enseñar a la "generación Ji" (继字辈) sobre el Kunqu. A principios de 1955, interpretó el papel principal de dos óperas coreanas, La leyenda de Chun Xiang (Chunhyangjeon) y La leyenda de Shen Qing. Además, interpretó un papel en un drama moderno llamado Liu Hulan con su madre Zhang Huifen (que también era actriz de ópera china) de la compañía Qingfeng de la ópera de Suzhou, después de que las dos compañías se consolidaran.
A partir de 1958, se concentró la mayor parte de su tiempo en el Kunqu y recibió instrucción de algunos expertos como Shen Chuanzhi, Yao Chuanxiang y Yu Xihou. Se dio a conocer al público por interpretar Zhengdan (también conocida como Tsing Yi, el papel femenino principal en la ópera china), Wudan (el papel femenino secundario en la ópera china, normalmente una dama bien educada de más de 15 años) y Liudan (el papel femenino secundario en la ópera china, cuyo estatus social es inferior al de Wudan). Sus obras más representativas son El pabellón de las peonías, El divorcio de Chu Mai-sen (también en pingyin: Zhu Maichen) (chino: 朱买臣), etc. Fue galardonada con el primer Plum Blossom Prize en 1983. Yu Xihou, alumna de Yu Sulu, bastante experta en las partes cantada y hablada del Dan, es la que más ha influido en Zhang en su carrera de Kunqu.

### Vida personal
Al igual que su marido Yao Jikun, fue miembro de la "Generación Ji" (继字辈). Se casaron diez años después de conocerse, el 1 de mayo de 1991.

## Principales obras
Interpretó el papel principal de muchas obras de teatro, entre ellas:
- La Sra. Cui en The Divorce of Zhu Maichen
- Du Liniang en The Peony Pavilion[8]
- Yang Yuhuan en The Palace of Eternal Youth
- La serpiente blanca en Legend of the White Snake
- Dou E en Dou E Grievances (窦娥冤)
- Madam Ying en Journey to the West-Child Recognition que fue escrito por Wu Cheng'en (吴承恩)
- "Three Dreams": "The Crazy Dream",[9] "The Surprised Dream",[10] "Look For the Dream".[11]

## Honores y logros
- Trabajador avanzado en la Reunión Nacional de Cultura y Educación de los Trabajadores en 1960
- Primer Fondo Conmemorativo de Yamamoto Yasue en marzo de 1993
- Premio a los logros notables en el arte de Kunqu en octubre de 2002 por el Ministerio de Cultura
- Representante en el 5.º, 6.º, 7.º y 8.º Congreso Nacional del Pueblo
- Presidente de Honor del Teatro de la Ópera Kunqu de Suzhou de la provincia de Jiangsu
- Vicepresidente de la Federación de Círculos Literarios y Artísticos de la Provincia de Jiangsu[12]